# Rheocricotopus tshernovskii
Rheocricotopus tshernovskii är en tvåvingeart som beskrevs av Makarchenko 2005. Rheocricotopus tshernovskii ingår i släktet Rheocricotopus och familjen fjädermyggor. Inga underarter finns listade i Catalogue of Life.